# Pedro de la Palud
Pedro de la Palud (Varambon, c. 1277-París, 1342), fue un dominico y teólogo francés, nombrado Patriarca de Jerusalén en 1329.

## Obras

- In quartum sententiarum (en latín). Venecia: Ottaviano Scoto. 1493.